# 대니엘 해리스
대니엘 해리스(Danielle Harris, 1977년 6월 1일 ~ )는 미국의 배우이다.

## 출연 작품
- 마지막 보이스카웃